# BBC Arabic
BBC News Arabic, est une chaîne d'information en continu britannique arabophone diffusée au Moyen-Orient et en Afrique du Nord par la BBC. Elle a commencé sa diffusion le 11 mars 2008 à 9h56 GMT après une longue période de transmission expérimentale qui a commencé à l'automne 2007.

## Histoire

### Radio
Il commence sa diffusion le 3 janvier 1938 et provoque dès son premier jour un conflit entre la BBC et le ministère des affaires étrangères du Royaume-Uni, à la suite de la diffusion d'une information concernant la pendaison d'un palestinien à Jérusalem.
La durée d'émission augmente progressivement pour passer d'une heure à 18h15 par jour à la fin des années 1990, puis en continu à partir de septembre 2001.
Actuellement, la radio a une audience de plus de treize millions de personnes à travers le monde arabe.

### Internet
Son site sur l'Internet, BBCArabic.com, lancé en 1998, actualisé d'une façon permanente à partir de 3 novembre 1999 est considéré parmi les meilleurs sites d'information en langue arabe et a gagné plusieurs récompenses « le meilleur site web en langue arabe » en 1999, 2000, 2001...

### Télévision
C'est la deuxième fois que la BBC lance une chaîne d'information en arabe, la première tentative d'août 1994 ayant buté sur le refus du gouvernement britannique de financer cette station. C'est finalement la société Orbit, contrôlée par la famille royale saoudienne qui accepta de financer la chaîne mais l'accord fut finalement rompu le 21 avril 1996, après la diffusion d'un numéro de l'émission Panorama qui critiquait les droits de l'homme en Arabie saoudite, malgré l'accord initial qui garantissait à la BBC de conserver sa liberté éditoriale.
Malgré ces difficultés, la BBC continua d'émettre sa radio en langue arabe. Une statistique récente montre que le nombre d'auditeurs dépasse le seuil de 13 millions[réf. nécessaire].Le 11 mars 2008, la BBC relance sa chaîne de télévision en langue arabe qui diffuse actuellement douze heures par jour avant de passer à la diffusion en continu avant la fin de l'année 2008.

## Profil
La chaîne diffuse actuellement ses programmes 12 heures par jour avant de passer à une diffusion en continu en 2008. Elle bénéficie de la large réputation de la radio arabe de la BBC qui a commencé à émettre le 3 janvier 1938 et qui est encore diffusée en ondes courtes, ondes moyennes et en FM dans plusieurs pays arabes.
Parmi les personnalités de la chaîne figurent Hassan Mouawadh (Palestine), Tony Al Khoury (Liban), Fida Basil (Liban), Iman Al Kasir (Égypte), Ali Oujana, Dalia Mohamed (Syrie), Rania Al Attar (Irak), Dina Wakkaf (Syrie), Mahmoud Mourad (Égypte) et Wadîi Mourad.
Parmi les principales émissions figurent Hasad Al Yawm Al Ekhbari, Al Alam Hadha Al Masaa (Le monde ce soir), Panorama (diffusée également sur BBC World News), Fi Assamim (proche de Hard Talk sur BBC World News), Lajnat Takassi Al Hakaék et plusieurs documentaires produits par la BBC.

## Diffusion et fréquences

### Télévision
La BBC Arabic TV est diffusée sur les satellites suivants:
Arabsat  Badr 4, 26° Est
Transpondeur  15
Fréquence  11996 MHz
Polarisation   Horizontal
Symbol rate   27500
FEC   ¾
Eutelsat  Hotbird 8  , 13° Est
Transpondeur  50
Fréquence  1172748 MHz
Polarisation  Vertical
Symbol rate   27500
FEC  ¾
Nilesat 102, 7° ouest
Transpondeur  26
Fréquence  12207 MHz
Polarisation  Vertical
Symbol rate  27500
FEC  ¾

### Radio
La BBC peut être reçues en modulation de fréquence dans les cités suivantes : 
- Abou Dabi (Émirats arabes unis) 90.3 FM
- Ajlun (Jordanie) 89.1 FM
- Al-Amara (Irak) 89 FM
- Amman (Jordanie) 103.1 FM
- Bagdad (Irak) 89 FM
- Bassora (Irak) 90 FM
- Djouba (Soudan du Sud) 90 FM
- Doha (Qatar) 107.4 FM
- Dubaï (Émirats arabes unis) 87.9 FM
- El Obeid (Soudan) 91 FM
- Gaza (Palestine) 107.4 FM
- Khartoum (Soudan) 91 FM
- Kirkouk (Irak) 92.9 FM
- Koweït (Koweït) 90.1 FM
- Kut (Irak) 89 FM
- Manama (Bahreïn) 103.8 FM
- Mossoul et Erbil (Irak) 96 FM
- Nassiriya (Irak) 100 FM
- Nouadhibou (Mauritanie) 102.4 FM
- Nouakchott (Mauritanie) 106.9 FM
- Port-Soudan (Soudan) 91 FM
- Souleimaniye (Irak) 92.5 FM
- Wad Madani (Soudan) 91.5 FM

## Source
- Cet article est partiellement ou en totalité issu de l'article intitulé « BBC Arabic Television » (voir la liste des auteurs).